# Профиздат
„Профиздат“ е вече несъществуващо българско издателство. Сред неговите редактори са Михаил Величков, Йордан Радичков, Никола Радев, Дончо Цончев, Радослав Михайлов, Красимир Мирчев и др. Главен редактор на издателството между 1945 и 1952 г. е Драгой Коджейков.

## Поредици

### Библиотека „Стършел“ (1957 – 1965 г.)
Книгите от тази библиотека излизат със знака на „Профиздат“ до 1965 г.
1. Приятни фейлетони – Димитър Чавдаров-Челкаш (1957)
2. Безобидни разкази – Петър Незнакомов (1957)
3. Гост от небето – Ганчо Краев (1957)
4. Съветски хумор – сборник (1957)
5. Пролетни вълнения – Емил Робов (1957)
6. Масло в огъня – Спас Йончев (1957)
7. Заплетени истории – Хаим Бенадов (1957)
8. Гръм от ясно небе – Тодор Данаилов (1957)
9. Стъпи му на шията – Антон Антонов-Тонич (1957)
10. Върхът на нахалството – Борис Априлов (1957)
11. Панаир – Чудомир (1957)
12. Весел календар – сборник (1957)
13. Невероятни истории – Павел Вежинов (1958)
14. Чудните приключения на едно магаре в САЩ – Васил Цонев (1958)
15. Дълга ръка – Ангел Тодоров (1958)
16. Крокодил на гости – Димитър Чавдаров-Челкаш (1958)
17. Мълчи, жено, да мълчим – Николай Широв-Тарас (1958)
18. Под дебела сянка – Васил Ченков (1958)
19. История с лъв – Радой Ралин (1958)
20. Цветен филм – Невена Стефанова (1958)
21. Златен мъж – Генчо Узунов (1958)
22. Разсеяните убийци – Мирон Иванов (1958)
23. Гуляй на открито – Васил Чертовенски (1958)
24. Кандидат за женитба – Иван Мусаков (1958)
25. Всичко наопаки – Димитър Чавдаров-Челкаш (1958)
26. Как станах герой – Петър Незнакомов (1959)
27. Смешна менажерия – Ганчо Краев (1959)
28. Точка по въпроса – Митко Горчивкин (1959)
29. Случка в Марсилия – Хаим Бенадов (1959)
30. Шапки долу! – Спас Йончев (1959)
31. Носът на шаха – Хасан Шерифи (Мохамед Али Афраще) (1959)
32. Мъжки неволи – Емил Робов (1959)
33. Голяма трагедия – Тодор Данаилов (1959)
34. Само Левски – Антон Антонов-Тонич (1959)
35. Нокаут – Борис Априлов (1959)
36. Второ раждане – Радой Ралин (1959)
37. Тошко чифтето – Стоян Даскалов (1960)
38. И ние знаем, драги – Николай Широв-Тарас (1960)
39. Трима в една книжка – Любомир Кънчев, Черемухин, Ясен Антов (1960)
40. Далече от София – Атанас Ценев, Хаския Челебонов, Ненчо Попов (1960)
41. Момиче от найлон – Васил Цонев (1960)
42. Ха да викнем! – Ангел Тодоров (1960)
43. Кой кого управлява – Христо Пелитев (1960)
44. Какви времена доживяхме – Мирон Иванов (1960)
45. Бракоразводно сражение – Светослав Минков (1960)
46. На батя душицата! – Васил Чертовенски (1960)
47. Човек без нерви – Иван Мусаков (1960)
48. Усмивка под мустак – Александър Геров (1960)
49. Човек душа носи – Ганчо Краев (1961)
50. Върбова сянка – Димитър Чавдаров-Челкаш (1961)
51. Злокобният асортимент – Любомир Йорданов (1961)
52. Как спечелих на Тото – Хаим Бенадов (1961)
53. Вълшебното килимче – Георги Добрентов (1961)
54. Нещо за душата – Спас Йончев (1961)
55. Защо си пуснах брада – Тодор Данаилов (1961)
56. Втора любов – Мануил Семьонов (1961)
57. По втория начин – Антон Антонов-Тонич (1961)
58. Халосни патрони – Радой Ралин (1961)
59. Балканите се смеят – сборник (1961)
60. Стара мечта – Петър Незнакомов (1961)
61. Неделна почивка – Емил Робов (1962)
62. Любовни сигнали – Павел Спасов (1962)
63. Антихрист – Александър Жендов (1962)
64. Само за жени – Олга Кръстева (1962)
65. Треска за дялане – Николай Широв-Тарас (1962)
66. Големият и малкият – Ясен Антов (1962)
67. и 68. Весело лято – сборник (два броя в един) (1962)
68. и 67. Весело лято – сборник (два броя в един) (1962)
69. Страстна седмица – Иван Хаджихристов (1962)
70. Така завършва любовта – Благой Калайджиев, Георги Друмев (1962)
71. Смях – Тодор Павлов (1962)
72. Шопска салата – Генчо Узунов (1962)
73. Весела година – Тодор Данаилов (1963)
74. Много шум за нещо – Георги Бицин (1963)
75. Моите атентатори – Христо Пелитев (1963)
76. Без заобиколки – Дамян Калфов (1963)
77. Чудо невидено – Димитър Чавдаров-Челкаш (1963)
78. Ча-ча-ча – Ганчо Краев (1963)
79. Българският Колумб – Васил Станилов (1963)
80. Наслука – Тодор Данаилов (1963)
81. Къде е мястото на магарето – Жак Шемтов (1963)
82. Култеса – Орлин Василев (1963)
83. Стихотворен залп – сборник (1963)
84. Таралежови възглавници – Любомир Кънчев (1963)
85. Весели измислици – Васил Чертовенски (1963)
86. Безсънна нощ – Петър Незнакомов (1963)
87. Сватба с лека ръка – Антон Антонов-Тонич (1964)
88. Пиратска романтика – Борис Априлов (1963)
89. Осиновен съпруг – Стоян Даскалов (1964)
90. Жена по рецепта – Спас Йончев (1964)
91. Дайте равноправие на мъжете – Васил Цонев (1964)
92. Изпитание на издръжливостта – Мирон Иванов (1963)
93. Кога пеят славеите – Митко Горчивкин (1964)
94. Смеховизор – Асен Босев (1964)
95. Голяма изненада – Хаим Бенадов (1964)
96. Това сме ние – Димитър Янакиев, Любен Христов (1964)
97. Шофьорът на началника – Черемухин (1964)
98. Луд човек – Емил Робов (1965)
99. Мъже и жени; Истината за Адам и Ева – Николай Широв-Тарас (1965)
100. Свой човек – Марко Ганчев (1965)
101. Домашно вино – Захари Петров (1965)
102. Графиня Монте Кристо – Ясен Антов (1965)
103. Терца до дама – Станислав Стратиев (1965)
104. Двама в една риза – Ненчо Попов, Вълчо Михайлов (1965)
105. Червеят на съмнението – Георги Друмев (1965)
106. Среща с непознатата – Петър Стъпов (1965)
107. Автоматичен капан – сборник (1965)
108. Терца до дама – Станислав Стратиев (1965)
109. Защо ходя гологлав – Христо Пелитев (1965) – последна книга в това издателство

### „Библиотека за работника“ (разкази): 1963 – 1973 г.
Книги джобен формат. След № 60 излизат с обложки. Създател на поредицата е Христо Траянов (писател) 
1. Лазурна степ – Михаил Шолохов (1963) /съд. Продкомисар, Шибалково семе, Семеен човек, Двубрачница, Лазурна степ, За Колчак, копривата и прочее/ худ. Енчо Минков
2. Господарите на джунглите – африкански разкази (1963) /съд. Фаустино – Луандино Виейра, Гласът на мълчанието – Бенжамен Матип, Господарите на джунглите – Джомо Кениата, Законът на волните пасбища – Сиприан Еквенси, Чернокожата от... – Усман Сембен, Миста Курифер – Аделаида Кейзли-Хейфорд/ худ. Стефан Пенчев
3. Топлата река – Ърскин Колдуел (1964) /съд. Думите загубиха смисъл, Бавна смърт, Мъгла, Топлата река, Клайд Бикъл и Дора, Краят на Кристи Тъкър, Последната годишнина/ худ. Преслав Кършовски
4. Краят на една омраза – Ст. Ц. Даскалов (Стоян Даскалов) (1964) /съд. Краят на една омраза, Прошка, Когато се ражда песента, Портокалите, Звънецът на стрина Жейка/ худ. Митко Панайотов
5. Крадци в храма – Алберто Моравия (1964) /съд. Индиец, Шеги на горещината, Заден ход, Крадци в храма, Мамино синче, Аз и той, Нищо, Светлините на Рим/ худ. Добрин Стаменов и Александър Стаменов
6. Планинско цвете – Йордан Радичков (1964) /съд. Пъстри ливади, Сезонът на спомените, Юсуп, Смола за фабриката, Слънцето ли?, Високо място, Песничка, Зелената долина, Люлката на човека/ худ. Стефан Пенчев
7. Цената на живота – арабски новели (1964) /съд. Малика – Фадил Масуди, Нови води – Назар Абас, Шалгуб – Ахмад Сувейд, Контрабандист – Абу Бекр ал-Мутавани, Цената на живота – Мавахиб ал-Каяли, Фереджето – Джавад Сайдави/ худ. Преслав Кършовски
8. Силата на любовта – Христо Траянов (писател) (1964) /съд. Орли, Камбаната на Батак, Партизански жени, Силата на любовта, По дългия бял път, Когато задуха граничният вятър/ худ. Стефан Пенчев и Найден Петков
9. Амфора – Константин Паустовски (1964) /съд. Плетачката на дантели Настя, Бързият влак за Симферопол, Замлъкналият звук, Царството на славеите, Амфора/ худ. Найден Петков
10. Проклятието на златния телец – Андре Мороа (1964) /съд. Палас-хотел „Танатос“, Проклятието на златния телец, Завещанието, Панаирът в Ньойи, В далечен път/ худ. Борислав Стоев
11. Най-щастливият човек на света – Алберт Малц (1964) /съд. Най-щастливият човек на света, Неделя в джунглите, Картините, Писмо от фермата/ худ. Юли Минчев
12. Без небе – латиноамерикански разкази (1964) /съд. Отказ – Хуан Карлос Триго, Без небе – Архенис Родригес, Буейон – Мигел Анхел Астуриас, Другата „свобода“ – Раул Гонзалес де Каскоро, Страх – Карлос Торо, Дълг – Карлос Антонио Гарсете, Произшествие – Алфредо Гравина/ худ. Данаил Игнатов
13. Под крилете е земята – Владимир Лидин (1965) /съд. Под крилете е земята, Птичарката, Астра, Зимно море/ худ. Марко Бехар
14. Голямата долина – Джон Стайнбек (1965) /съд. Моли Морган, Питър Ръндъл, Акулата Уикс/ худ. Галилей Симеонов
15. В деня на наградите – Камен Калчев (1965) /съд. Нашият учител, В сутерена, Съкровището, В камиона, Среща, В деня на наградите/ худ. Ангел Ангелов (граф Анджелоти)
16. Под сините дървета – южноафрикански разкази (1965) /съд. Под сините дървета – Дайк Сентсо, Азиквелва! – Джеймс Метюс, Случай в Малайския квартал – Питър Абрахамс, В събота вечер – Филис Алтман, Из мрака – Алекс Ла Гума, Пейката – Ричард Райв/ худ. Антон Петков
17. Между смените – Андре Стил (1965) /съд. Между смените, Опитът на Брутен, Ако сърцето ти подсказва/ худ. Антон Петков
18. Песента на Атина – Димитрис Хадзис (1965) /съд. Песента на Атина, Детективът, Сабетай Кабилис/ худ. Михалис Гарудис
19. Горчивият мед – Бранко Чопич 1965) /съд. Земята, която не съществуваше, Изгубеният пън, Коневодът и детето, Тъжна песен, Горчивият мед, Учителката, Вкаменените цигани, Делегацията на Симо Нуждата, Не се сърди, човече/ худ. Иван Кьосев
20. Череши – Виталий Малков (1965) /съд. Череши, Нататонина, Врабчета, Домът на нашето детство, Нелка, Старшата сестра, Лалета/ худ. Александър Поплилов
21. Третият е още жив – Итало Калвино (1965) /съд. Гъби в града, Общинският гълъб, Гора край шосето, Несигурно село, Третият е още жив, Котката и полицаят, Хубавата игра трае малко, Долари и дърти кокотки/ худ. Димитър Панайотов
22. Призрачна светлина – Ханс Мархвица (1965) /съд. Призрачна светлина, Облогът, Добродетелните жени, Помощник-копач, 1918 година – пред Вердюн, Богаташът, Араганда, Пред Теруел/ худ. Иван Узунов
23. Полярният залив – Вадим Кожевников (1965) /съд. Два живота, Полярният залив, Душата на войника, Седемдесет и четвъртият паралел/ худ. Евгений Босяцки
24. Лиля – Халдор Лакснес (1965) /съд. Лиля, Куцият старик Тур, Нова Исландия, Наполеон Бонапарт, Произшествие в Рейкявик/ худ. Апостол Русчев
25. Кабарето на щастието – Арман Лану (1966) /съд. Кабарето на щастието, Дяволът от департамента Сена и Марна, Пясъчните замъци, Светлите очи/ худ. Енчо Минков
26. Любов на пясъчната улица – Усман Сембен (1966) /съд. Любов на Пясъчната улица, Пред историята, Осъзнаване, Нейните три дни, Махмуд Фал, Това се случи край река Волта/ худ. Лазар Коцев
27. На гости – Крум Григоров (1966) /съд. Честит човек, Паметник, На гости, Първият урок, По вършитба, Книгата, Кокошката, Ратайчето/ худ. Борис Владимиров
28. Откъснаха цветето още неразцъфтяло – Факир Байкурт (1966) /съд. Откъснаха цветето още неразцъфтяло, Няма лек за сина, Мечи капан, Майсторът, Джудже Мохамед, Сватбата на Али Делигьоз/ худ. Михалис Гарудис
29. Пистолет и цигулка – Людмил Стоянов (1966) /съд. Животът побеждава, Против аллаха, Пистолет и цигулка, Рауб, Британикус, Маскарад, Хитроумният Одисей/ худ. Петър Цинцарски
30. Червеният шал – Антонийе Исакович (1966) /съд. Лъжица, За трети път, Червеният шал, За трети път, Фасул, Погребение, Няма край/ худ. Стефан Пенчев
31. Зимен ден – Ищван Сабо (1966) /съд. Създанията на дядо Господ, Зимен ден, Хората са различни/ худ. Иван Милков
32. Първият изстрел – Владимир Санги (1966) /съд. Първият изстрел, Последна дан на обичая, Гостенката от Ларво, На извора, Три срещи, Сините планини/ худ. Енчо Минков
33. Неполучено писмо – Ели Алексиу (1966) /съд. Францеско, Тримата братя, Историята на Димитракис, Всичко беше за съжаление, Чешмата на Ибрахим бабά, Внимание, хора!, Лека нощ, майко!, Матура през лятото на 1944 г., Неполучено писмо/ худ. Петър Пенчев
34. Днес е събота, а утре неделя – Нино Палумбо (1966) /съд. Днес е събота, а утре неделя, Петте очи на магазина, Моят университет, Мелницата, Епитафия/ худ. Антон Петков
35. Чужди пера – Ян Фридегорд (1966) /съд. Чужди пера, Картината, Дидриксон отива у дома, Училищен излет, Естествен подбор, Човекът от Норланд, Неканен гост, Прислужницата/ худ. Енчо Минков
36. Двама в купето – Ходжа Ахмед Абас (1966) /съд. Двама в купето, Лястовици, Чадърът, Любовта е безумие, Новият храм/ худ. Антон Петков
37. Любовта побеждава всичко – Олес Гончар (1967) /съд. Слънчогледи, Човек в степта, Любовта побеждава всичко, Брегът на неговото детство, Мартенско пробуждане/ худ. Енчо Минков
38. Под цветната шапка – Шон О'Кейси (1967) /съд. Под цветната шапка, Работа, Дърдавец, Той умря под коледното дърво/ худ. Григор Петров
39. Една вечер през август – Миколас Слуцкис (1967) /съд. Една вечер през август, Слепите, Суоминис, Едно чудо по-малко/ худ. Георги Недялков
40. Жената на пилота – Жорж Сименон (1967) /съд. Жената на пилота, Иглата за вратовръзка във форма на подкова, Човекът с брадата, Траур за Фонсина/ худ. Лазар Коцев
41. Новото радио – Джон Чийвър (1967) /съд. Новот радио, Бригадният командир и сламената вдовица на играча на голф, Една образована американка/ худ. Тончо Тончев
42. Щъркелът дойде – Рената Вигано (1967) /съд. Офицерът съм аз, Щъркелът дойде, Народен дом, След театъра, Не се намери нищо, Седмо: не кради, Паспортът задължителен, Мостът се счупи/ худ. Енчо Минков
43. Звезди – Улмас Умарбеков (1967) /съд. Звезди, Кой е безгрижен, Втора цигулка, Паметник/ худ. Стефан Пенчев
44. Километър 520 – Карлос Руис Доде (1967) /съд. Километър 520, Лисандро Кабрера, Чола Галван, Непомусено Арсе, Сестрите Санабрия, Честолюбие/ худ. Георги Недялков
45. Марш през септември – Бодо Узе (1967) /съд. Надзирателят, Мотоциклетът, Марш през септември, Света Кунигунда в снега/ худ. Антон Петков
46. Моята безумна любов – Николай Грибачов (1967) /съд. Нашият съсед Кирил Земенюшин, Последната къща, Моята безумна любов, Старата градина/ худ. Лиляна Ангелова
47. Законът на всяка земя – Серафим Северняк (1967) /съд. Законът на всяка земя, Таруски ден, Органистът от „Нотр Дам“, Листа от здравец, Салют, Каменните гълъби, По течението, За големината на света/ худ. Стефан Пенчев
48. Чанду – Мулк Радж Ананд (1968) /съд. Чанду, Мъдрецът, Ладжванти, Потопи на гнева, Сребърните гривни, „Майка“, Братята/ худ. Жечко Попов
49. А утрото беше прекрасно – Джон Морисън (1968) /съд. А утрото беше прекрасно, Бо Ебът, Последните три години, Какво ни отваря очите, Свободата/ худ. Лиляна Ангелова
50. Цветя в пустинята – Берди Кербабаев (1968) /съд. Овчарят, Старецът се сърди, Внукът на Кандъм, Анабей и синовете му, Великият яшули/ худ. Стефан Пенчев
51. Господари и роби – Костас Варналис (1968) /съд. Господари и роби, Историята на свети Пахомий, Затворите/ худ. Михалис Гарудис
52. Конят с розова грива – Виктор Астафиев (1968) /съд. Конят с розова грива, Войник и майка, Ръцете на жената, Захарка/ худ. Енчо Минков
53. Ръцете от слонова кост – Кръстьо Белев (1968) /съд. Само един дъх, Люляк бял, Испански танц, Орхидеята на Монмартър, Ръцете от слонова кост, Във влака за Солун, Матросът и момичето, Двамата от скелите, Раждане на смелостта/ худ. Жечко Попов
54. Огън край реката – Арвид Григулис (1968) /съд. Край реката, Ето на този му върви!, Грешка, Двамата приятели и костурът, Раците, Съдбата и ръкавиците, Как той правеше кариера, Шапката/ худ. Енчо Минков
55. Красавица в траур – Мухтар Ауезов (1968) /съд. Красавица в траур, Името на свекъра, Упорити хора/ худ. Пеньо Чалъков
56. Майска сесия – Лада Галина (1968) /съд. Одета-Одилия, В дефилето, Дъжд в градината, Майска сесия, Старинен ръкопис, Мартенски ден, Пощенско гише, Нещо трябва да остане, Годишните кръгове/ худ. Стефан Пенчев
57. Пустиня – Феликс Кукурул (1968) /съд. Пустиня, Другар, Търпение, Кал и кръв/ худ. Петър Цинцарски
58. Вълчи очи – Йоан Григореску (1968) /съд. Вълчи очи, Адашът, Още живея, Вълната/ худ. Стефан Пенчев
59. Очите на планината – Алфредо Гравина (1969) /съд. Очите на планината, Злополука, Диалог, Семейство, Сушата, Мъртвешкият танц / худ. Петър Цинцарски
60. Бронзовата роза – Едвин Янсон (1968) /съд. Срещи, Бронзовата роза, Отломки, Скарване, Различни души/ худ. Мария Недкова
61. Сурово възпитание – Драгомир Асенов (1969) /съд. Среднощен плач, Син на века, Нерви, Космически разговори, Посещение в Западен Берлин, Бегълци, На риба при Неро, В Париж, Бай Малин Петков-фон Хобе, Сурово възпитание, Почетен гост, Егоист, Сенки на панорамното шосе, Русокосата, Досег с миналото, На гарата, На стълбището, Некролог, Среща/ худ. Любен Зидаров
62. Две нежни души – Греъм Грийн (1969) /съд. Брат, Юбилейни празненства, Сполуката на мистър Ливър, Рушителите, Видение в чужда страна, Красавеца, Запазен периметър, Невидимите японци, Коренът на всяко зло, Две нежни души/ худ. Стефан Пенчев
63. Зелените очи на Малвина – Марчело Вентури (1969) /съд. Пътят на завръщането, Апенинският влак, Девойката тръгва с дявола, Зелените очи на Малвина, Зад кръстопътя, Пушката в гората, През някоя безсънна нощ ще направя нова географска карта, Лятото, което никога не ще забравим/ худ. Любен Зидаров
64. Артамилски истории – Ана Мария Матуте (1970) /съд. Пожарът, Дон Палячо, Щастие, Грях, Реката, Калайджиите, Пасмината, Момчетата, Пътища, Празникът, Голямата пустота, Бернардино, Мундело, Вълшебникът, Съвест, Сухото клонче, Птиците, Отсъстващият, Завист, Златното дърво, Съкровището, Изгубеното куче/ худ. Любен Зидаров
65. Събота следобед – Любен Станев (1970) /съд. Миньорска душа, Червеният светофар, Консултация, Любовниците, Когато се връщаме от работа, Поглед от катедрата, Събота следобед, „Мерцедес“ с тигрова кожа, Двойният възел/ худ. Любен Зидаров
66. Като ластовици – Генчо Стоев (1970) /съд. Господинката, Мемоари за Малкия лъв, Златния, Като ластовици, Каприз, Измама/ худ. Любен Зидаров
67. Сърцето на човека – Кирил Войнов (1970) /съд. Дебют, Сърцето на човека, В планината, Пушка тилилейка, Бадемов цвят, Тахир, Среднощно ехо, Моят другар отляво, Безкрайният път, Слънцето се смееше/ худ. Любен Зидаров
68. Един чифт чорапи – Франк Сарджесън (1970) /съд. Разговор с вуйчо ми, Добро момче, Дадоха ѝ увеличение, Един чифт чорапи, Добрият самарянин, Горест на сърцето, Министерството, Как да обясня, Славен ден, Последно приключение, Момче, Кокошката и яйцата, Как се става новозеландец, Тед и жена му, Биг Бен, Човекът с добра воля, Разказът на преселника, Дъщерята на полковника/ худ. Любен Зидаров
69. [2] Дърветата запазват топлината – Сергей Баруздин (1970) /съд. Дърветата запазват топлината, Наричат я Йолка, Какво е то, морето?, Горски разказ, Тринадесет години, Вали сняг, Луна и слънце/ худ. Любен Зидаров
70. Въздушните мостове – Дико Фучеджиев (1970) /съд. Дълбокият сняг, Диви джанки, Въздушните мостове, Корени, Безсъние, Петли легхорни, Посещение на кулата, Старите къщи, Зодията на Рака/ худ. Любен Зидаров
71. Опасни типове – Дончо Цончев (1971) /съд. Животът също има трети рунд, Четири хубавици в гората, Тандърлили, Тунел, Шедьовърът, Чакай ме, Сингапур!, Нагоре-надолу, Опасни типове, Ако бях собственик на света, Лов на диви петли, Вълчицата, Клонът, Шаро, Надалеч и завинаги, Бялото куче, Хубавицата/ худ. Любен Зидаров
72. Отмъщението – Атанас Мандаджиев (1971) /съд. Топлина, Отмъщението, Ново разписание, Изповед на един баш-майстор, В Японско море, Един ден в Сицилия, Милена Б. и Милена Ч., Нова изповед на баш-майстора, Пет могили, Трета изповед на баш-майстора, Тортата на масажиста, Нова година в Рим, Баш-майсторът на море, История със сом, в която няма нищо измислено/ худ. Любен Зидаров
73. Дни, които сближават – Станислав Сивриев (1971) /съд. Край големия път, Вражда, Наставена нишка, Докъдето стигат светлините, Топъл лед, Босилеков сън, Сватба, Един спомен е останал, Светлина на вярата, Дни, които сближават, Няма разминаване, Бележник на коляно, И душата лоясва, Стрико Стефо посреща и изпраща, Защото бях приятел, На село, Солен дъжд, Въглен в душата, По следа от плазове, Правото на другия, Това, което не се свършва, На четири страни, До първия ден, Всеки е длъжен някому, Обичка според ухото, Боженци/ худ. Любен Зидаров
74. Голямата фамилия – Радослав Михайлов (1971) /съд. С блясък на злато, Царе на земята, Тайни страхове, Плесници за инспектора, Като стълбове, Голямата фамилия, Момчето от малкия град, Кабел за десет хиляди, Див човек, Азбестова тръба/ худ. Любен Зидаров
75. Белязани мъже – Коста Странджев (1971) /съд. Белязани мъже, 28 юни, понеделник, Такава любов, 7 август, петък, Хотел, Троскот, 31 август, събота, Капризно лято, 6 декември, сряда, Андрей, 23 ноември, събота, Ринг свободен, 25 март, понеделник, Конникът под минарето, 3 юли, четвъртък, Безветрие/ худ. Любен Зидаров
76. Раждането на човека – Максим Горки (1972) /съд. Песен за Сокола, Старицата Изергил, Коновалов, Пакостник, Из „Италиански приказки“, Раждането на човека/ худ. Любен Зидаров
77. Утро над Босфора – Бурхан Арпад (1972) /съд. Утро над Босфора, Нуждата от мон шер, Чиновник, Киноутро, Не зная колко лири и колко гроша, Открито наддаване, Глава на семейство, Ръце и носове, Изявления, Последни новини-и-и!, Раздавачът Гюзелсон, Двама души, Да бях птица, че да литна, Пролетта и уличното псе, Бръснарски салон „Веселият перукер“, Телефонен разговор, Празнична утрин/ худ. Любен Зидаров
78. Грешка на историята – Димитър Вълев (писател) (1972) /съд. Армудовският Соломон, Хълмовете на Юга, Грешка на историята, Бент, Виелица, Похвалите ми се услаждат, Молебен, Ревматизъм, Мед, Бик, Развинтения, Река Поповска, Синият вир, Славните минали времена, Нож и ножица, Лош човек/ худ. Любен Зидаров
79. Спокойствие – Васил Попов (1972) /съд. Началото на живота, Автовлакът, Другарят Орлов, Матер Долороза, Преди естакадата, Захари, Лъжливото момче, Деветцоловата тръба, Приказка, Добре дошъл, бате Насо, Рей Чарлз, Връщане, Истината за победителя, Ден без риба, Джоконда, Конници, Спокойствие, Сребърната змия, Никнене/ худ. Любен Зидаров
80. Първият урок – Климент Цачев (1972) /съд. Синовете на ятака, По залез слънце, Свят широк, Животец, Планинска пряспа, Свирката на детето, След полунощ, Първият урок/ худ. Любен Зидаров
81. Клава, майка пиратска – Евген Гуцало (1972) /съд. Клава, майка пиратска, Изкъпана със селим, Юлски дъжд, Толкова страшен, толкова сладък живот, на езерото, Среща, Еленът Август, Немият, Един ден, Ябълки от есенната градина, В деня на заминаването, Чучулиги над сивата ръж/ худ. Любен Зидаров
82. Годеница – Антон Чехов (1973) /съд. Смъртта на чиновника, Хамелеон, Беда, Мъка, Вещица, Учителят, Ванка, Спи ѝ се, Гусев, Човекът в калъф, Йонич, Дамата с кученцето, Годеница/ худ. Любен Зидаров
83. Неделни новели – Анастас Стоянов (1973) /съд. Обратно пътуване, Част първа: етюди за старци и деца (8 разказа), Част втора: етюди за делници и празници (13 разказа)/ худ. Любен Зидаров
84. Обратният лъч – Дончо Цончев (1973) /съд. Подаръкът, В лодката, Желязната мрежа, Обратният лъч, Домлинка, Обикновени смъртни, Тандърлили, Романтика, Веригите, без които не можем, Обедът, Тунел, Чакаш ли ме още, Сингапур?, Лов на диви петли, Карло, Надалеч и завинаги/ худ. Любен Зидаров
85. Котка в дъжда – Ърнест Хемингуей (1973) /съд. Чисто и светло място, В чужбина, Надолу по снежните хълмове, Докторът и жена му, Моят старец, десет индианци, У нас в Мичигън, Алпийска идилия, Есенни бури, Голямата река с две сърца – част I и II, Съвсем къс разказ, Забранен сезон, Завръщането на войника, Котка в дъжда, Господин и госпожа Елиът/ худ. Евгений Босяцки
86. Трохите на щастието – Франсис Скот Фицджералд (1973) /съд. Диамантът колкото хотел „Риц“, Кратката дрямка на Гретхен, Трохите на щастието, Двете бивши знаменитости, Случай с алкохолик, Загубеното десетилетие/ худ. Стефан Пенчев
87. Обща кръв – Иван Остриков (1973) /съд. Трета бекярска, Сянка зад бараката, Сиромашко лято, Злоупотреба с доверие, Гуменият палячо, Обща кръв, В чакалнята, Кондукторката, Цветовете на пламъка, Краят на лятото, Твърд човек, Катерина, Пшеничено зърно, Изкъртеният зъб, Така изгарят диамантите, В пещерата на лъва, Шантаж с ръце, Парите, аз и работниците/ худ. Емил Рашков

### Библиотека „Факел“
Книги джобен формат с кратка проза. Своеобразно продължение на „Библиотека за работника“.
1974 г.
1. Прекрасната дама – Алексей Толстой
2. Нервни времена – Радослав Михайлов
3. Любов в понеделник – Цилия Лачева
4. Моето сърдито лице – Зигфрид Ленц
5. Встрани от магистралата – Герчо Атанасов

1975 г.
1. Огърлицата – Ги дьо Мопасан
2. Трудни минути – Борис Крумов
3. Грижи – Лиляна Михайлова
4. Календарни мъдрости – Бертолт Брехт
5. Новогодишни разкази – Мирон Иванов
6. Морска болест – Александър Куприн

1976
1. Медната лампа – Всеволод Иванов
2. Ласка – Крум Григоров
3. Вярност – Емил Коралов
4. Дон Жуан дава обяснение – Джордж Бърнард Шоу
5. Контрабандистът Шахин – Бекир Йълдъз

1977
1. Музата от ресторанта – Богдан Глогински
2. Черните вежди – Ана Караваева
3. Гранатовият дом: приказки – Оскар Уайлд
4. Писмо до потомците – Стефан Поптонев
5. Празникът в Коквил – Емил Зола

1978
1. Първите и последните – Джон Голсуърти
2. Пристрастия – Константин Колев
3. Падуански каскет – Луиджи Пирандело
4. Една кариера – Андре Мороа
5. Трансваал – Константин Федин

1979
1. Етруската ваза – Проспер Мериме
2. Бъди благословена – Кирил Топалов
3. Последната капка – Андрей Упит
4. На добър час, момчета – Дончо Цончев
5. Вратата Рашомон – Рюноске Акутагава

1980
1. Лъвска кожа – Съмърсет Моъм
2. Топъл сняг – Коста Странджев
3. Сивото кенгуру – Алан Маршал
4. Слънчев удар – Иван Бунин
5. Нощна виелица – Владимир Лидин

1981
1. Мигове – Юрий Бондарев
2. Кафенето на тъжните – Виктор Мора
3. Къщата на зелената улица – Лион Фойхтвангер
4. Мигът преди здрачаване – Димитър Коруджиев
5. Момичета на война – Чинуа Ачебе

1982
1. Бозайници – Георги Мишев
2. Виолетовият гръм – Ярослав Хашек
3. Смъртта на дядото – Антон Тамсааре
4. Жерави – Яшар Кемал
5. Писма от моята мелница – Алфонс Доде

1983
1. Виждаш ли още птиците – Боб ден Ойл
2. Римската пролет на мисис Стоун – Тенеси Уилямс
3. Един нищожен свръхчовек – Мирон Иванов
4. Трофеите на Лукул – Бертолт Брехт
5. Семеен съвет – Анатолий Алексин

1984
1. Скакалец – Йордан Радичков
2. Прохор XVII и другите – Гавриил Троеполски
3. Странностите на младата блондинка – Еса де Кейрош
4. Отхвърлените – Стан Барстоу
5. Червената трева – Борис Виан

1985
1. Песен на песните – Шалом Алейхем
2. Да възседнеш глиган – Николай Хайтов
3. Мъченик – Мигел де Унамуно
4. Ръжено кафе – Станислав Сивриев
5. Ходене по кръчмите – Симон Кармихелт
6. Хлебарят Ян Мархуол – Владислав Ванчура

1986
1. Улица без сезони – Шугоро Ямамото
2. Откраднатият куфар – Херман Хесе
3. Влюбените от Авиньон– Елза Триоле
4. Срещи на улиците – Михаил Жванецки
5. Деликатно настроение – Борис Априлов
6. Кога шоп сваля капа – Стоян Даскалов

1987
1. Библиотеката на моя чичо – Родолф Тьопфер
2. Началото на живота – Васил Попов
3. Майско зелено – Лада Галина
4. Ювенилно море – Андрей Платонов
5. Изгнанието и царството – Албер Камю
6. Джуджето и куклата – Хайнрих Бьол

1988
1. Болки отляво – Кольо Георгиев
2. Синият път – Кенет Уайт
3. Червенокосата девойка – Меша Селимович
4. Брезова горичка – Ярослав Ивашкевич
5. Говорещият кон – Бърнард Меламъд
6. Съвместно безсъние – Алберто Моравия

1989
1. Симпъл разказва – Лангстън Хюз
2. Сбогувания – Хуан Карлос Онети
3. Цветът на мечтите – Ивайло Петров
4. Бягащият гражданин – Владимир Маканин
5. Автомобилна катастрофа – Марсел Еме
6. Почти невъзможна любов – Пере Калдерс

1990
1. Човекът от ресторанта – Иван Шмельов
2. Присвояване на самоличност – Боало-Нарсьожак
3. Хорска мълва – Вейко Хуовинен
4. Моля, не стреляйте по дърветата – Патриша Хайсмит

## Библиотека „Век“
Част от предвидените в поредицата заглавия не са издадени
1987
- Разгром – Александър Фадеев
- Романи – Жорж Сименон

1988
- Въртоп – Хосе Еустасио Ривера
- Капут – Курцио Малапарте
- Нощен ездач – Робърт Пен Уорън
- Макра – Акош Кертес

1989
- Хроника на една предизвестена смърт – Габриел Гарсия Маркес
- 1984 – Джордж Оруел
- Майстора и Маргарита – Михаил Булгаков

1990
- Синове и любовници – Дейвид Хърбърт Лорънс
- Чевенгур – Андрей Платонов

След 1990 г. поредицата е продължена от ИК „Пейо К. Яворов“
1991
- Климати – Андре Мороа

1995
- Хомо Фабер – Макс Фриш
- Абаносовата кула – Джон Фаулз